# Die Frühreifen
Die Frühreifen ist ein deutsches Filmdrama von Josef von Báky aus dem Jahr 1957.

## Handlung
Inge arbeitet in einem Warenhaus als Verkäuferin in der Abteilung für Damenmode. Sie leidet unter der Enge des Elternhauses, in dem gespart wird, da der cholerische Vater, ein Bergmann, von einem eigenen Haus im Grünen träumt. Sie verachtet das Leben im Ruhrgebiet, in dem die Luft stets rußschwarz ist. Außerdem ist sie in ihrer Beziehung zum Bergmann Wolfgang unzufrieden, der wie ihr Vater spart, um beiden später ein gemeinsames Leben zu ermöglichen. Ein plötzlicher Wandel tritt ein, als ihr Chef im Warenhaus eine Modenschau veranstaltet. Eine von ihm persönlich ausgesuchte Gruppe weiblicher Angestellter und Verkäuferinnen dürfen hierbei als Mannequins auftreten. Inge wird aufgrund ihrer Figur und ihres Aussehens gelobt und darf am Ende der Modenschau sogar das Hochzeitskleid präsentieren. Wolfgang will sie nach der Modenschau überraschen: hat er sich auch für sie ein Motorrad (auf Pump) gekauft. Inge ist jedoch kurz angebunden, da sie mit den anderen Mannequins nach der Modenschau vom gut situierten Günther zu einer Party bei ihm zu Hause eingeladen wurde ("sturmfreie Bude").
Günther gehört zu einer Gruppe verwöhnter reicher Jugendlicher, die sich ihre Freizeit neben der Schule gerne mit Autodiebstählen, Glücksspiel und Alkohol "aufpimpen". Günthers Eltern sind stets irgendwo auf Reisen, so dass er die elterliche Villa weitgehend allein bewohnt. Sein Freund Freddy wiederum ist Scheidungskind, lebt allein und ist von seinem Leben so gelangweilt, dass er sogar (im Gespräch mit Inge und Vikar Englert beiläufig erwähnt) Selbstmord als möglichen Ausweg ansieht. Auf der Party bei Günther erscheinen die "Mannequins" des Kaufhauses, aber auch die erst 15-jährige Hannelore, die auf Inges Bitte hin mitkommen durfte. Günther und die anderen verabreichen allen Frauen Alkohol. Er beginnt irgendwann, einige Mädchen ins Nebenzimmer zu bitten, wo er eine vorher auf seine Anweisung vorbereitete Filmkamera laufen lässt. Auch Hannelore darf allein ins Zimmer gehen und kommt nach einiger Zeit völlig überdreht wieder heraus. Als Günther die sich wehrende Inge ins Zimmer ziehen will, geht Freddy dazwischen. Er fährt Inge zu seiner Wohnung, doch sie läuft davon. Zu Hause angekommen erwartet sie, bereits außer sich ob des nächtlichen Ausfluges, ihr cholerischer Vater. Als er sieht, dass Inges Kleid am Dekolleté zerrissen ist, schlägt er sie. Inge flieht in ihr Zimmer, verschließt die Tür, packt daraufhin wütend ihre Sachen und geht. Ihre Mutter versucht vergeblich sie zum Bleiben zu bewegen.
Am nächsten Tag versucht Inge, im Warenhaus bei ihren Kolleginnen einen Platz für die Nacht zu organisieren, doch niemand kann oder will sie unterbringen. Nachts steht sie schließlich im strömenden Regen vor Freddys Haus. Der nimmt sie auf und organisiert ihr die Wohnung über seiner, da der Mieter gerade auf eine vierwöchige Reise geht. Zwar versucht Inges Mutter, sie im Warenhaus zur Rückkehr zu überreden, doch  Inge bleibt hart, da sie nicht nach Hause zu ihrem gewalttätigen Vater zurückkehren will. Als sie auch Wolfgang um Rat fragt und er ihr zuredet, zurück zu ihrer Familie zu gehen, trennt sich Inge von ihm. Sie lebt nun mit Freddy zusammen, der jedoch zunehmend von Inges Fürsorglichkeit / Spießbürgerlichkeit gelangweilt ist. Dazu kommt, dass auch der Geistliche der Gegend, Vikar Englert, mit Freddy und Inge ein ernstes Wort spricht. Im Laufe des Gespräches rät er unter anderem Freddy, endlich etwas aus seinem Leben zu machen, anstatt immer nur über die Elterngeneration zu schimpfen. Günther erzählt bei einem Tennisspiel, dass er anlässlich seines Geburtstages wieder eine große Feier in seinem Haus veranstalten werde. Für die Männer habe er ein besonderes Highlight: er will die Filmaufnahmen von Inges Kollegin Hannelore im geschlossenen Rahmen vorführen.
Zur Geburtstagsfeier erscheinen auch Inge und Freddy. Freddy zeigt Inge im Laufe des Abends deutlich, dass er von ihr gelangweilt ist und kündigt an, zu gehen. Inge solle sich doch Günther gefällig zeigen – Inge zieht sich weinend zurück. Hannelore, die in Günther ihre erste Liebe sieht, schenkt diesem zum Geburtstag einen Gartenzwerg, hat er ihr doch den Spitznamen „Gartenzwerg“ gegeben. Höhnisch lachend zerstören Günther und seine Freunde das Geschenk vor den versammelten Gästen und ziehen sich anschließend zum Filme schauen zurück. Hannelore (bereits verletzt durch Günthers Reaktion auf ihr Geschenk) schaut heimlich durch ein Fenster zu und muss entsetzt feststellen, dass der Film sie zeigt, wie sie sich alkoholisiert vor der Kamera entkleidet. Völlig fassungslos und geschockt läuft sie davon. Die Feiergesellschaft findet sich kurze Zeit später erneut zusammen und angeheitert begeben sich alle mit zwei Autos zur Zeche, wo sie mit den Abraumloren (Seilbahn) Karussell fahren wollen. Inge fragt mehrfach nach, wo Hannelore sei, wird jedoch an eine der Loren gestoßen, die sich in Bewegung setzt. Sie hält sich reflexartig fest, hängt außen an der Lore, ruft um Hilfe, kann sich aber rechtzeitig fallen lassen, ohne dass ihr Schlimmeres passiert. Wolfgang und seine Freunde, die gerade Schichtende haben, kommen, durch Inges Hilferufe aufmerksam geworden, auf die Situation zu und wollen Günther und seine Freunde zur Rechenschaft ziehen. Nach einem kurzen Handgemenge kann die Feiergruppe in ihren Autos flüchten. Bei Günther zu Hause wartet bereits die Polizei und führt ihn und Inge aufs Revier. Günther und Inge sollen zu Hannelore aussagen, doch gibt Günther vor, sie kaum zu kennen. Vom verhörenden Beamten darauf angesprochen erwartet er zur Gegenüberstellung geführt zu werden. Inge begleitet ihn. Die Gegenüberstellung fällt allerdings ganz anders aus als beide sich gedacht hatten: Hannelore hat sich aus Verzweiflung und Scham vom zwölften Stock eines Hochhauses in den Tod gestürzt. Günther bricht zusammen und auch Inge besinnt sich. Sie macht sich auf den Weg zu ihrem Elternhaus, zögert aber hineinzugehen. In dieser Situation wird sie von Vikar Englert angetroffen. Der spricht kurz mit ihr, vergibt ihr zögernd, nachdem sie vom Tod Hannelores und ihrer Verzweiflung berichtet hat und schickt sie zuerst zur Aussöhnung zu Wolfgang auf die Zeche. Englert wiederum geht zu Inges Eltern und macht vor allem dem Vater klar, dass er seine Tochter zukünftig respekt- und verständnisvoller zu behandeln habe – wie auch seine Ehefrau.

## Produktion
Die Frühreifen basiert auf dem Roman Wer glaubt schon an den Weihnachtsmann von Peter Heim und Klaus Bloehmer. Der Film wurde vom 29. Juli bis September 1957 in Essen gedreht. Er erlebte am 17. Oktober 1957 im Biberbau in Frankfurt am Main seine Premiere.
Peter Kraus singt im Film den Titel Ich will nicht wissen, woher du kommst von Erwin Halletz (Musik) und Hans Bradtke (Text).

## Kritik
Der Spiegel schrieb anlässlich der Filmpremiere, dass im Film die Jugend „aus Hallodris mit gutgeschnittenen Anzügen und verderbten Herzen [besteht, die] harmlose Großstadtkinder im Konfirmandenalter mit Whisky und Sekt … enthemmen, um sie dann – wenn sie sich lüsternen Spielen hingeben – heimlich filmen zu können. Der Verdacht, dass dies alles nur als Karikatur gemeint sein könne, täuscht jedoch, denn die Drehbuchautoren Heinz Oskar Wuttig und Gerda Corbett haben Höheres im Sinn gehabt: einen Film mit einem ‚Anliegen‘, das dann auch so ausgiebig und gemütvoll aus den Mündern der Darsteller quillt wie Spruchbänder aus den Figuren von Comic-Strips.“
Der film-dienst nannte Die Frühreifen einen „Jugend-Problemfilm nach der Mode der Zeit.“ „Probleme von gestern, mit Ex-Teen-Idol Peter Kraus“, fasste Cinema zusammen.